# Марина Ребека
Марина Ребека (латис. Marina Rebeka; нар. 10 вересня 1980, Рига) — латвійська оперна співачка (сопрано), яка виступає як на оперній, так і на концертній сценах. Найбільш знана за партією з Віолетти в «Травіаті» Верді. Виконує головним чином італійський і французький репертуар XIX століття, особливо твори Джоакіно Россіні, Донна Анна в «Дон Жуані» Моцарта.
Здобувши освіту в Латвії та Італії, дебютувала на професійному рівні 2007 року. Після свого міжнародного прориву в опері Россіні «Мойсей у Єгипті» на Зальцбурзькому фестивалі 2009 році виконувала провідні ролі в багатьох оперних трупах, як-от Віденська державна опера, Метрополітен-опера та Латвійська національна опера.
З 2018 року записується під власним лейблом «Prima Classic». Раніше записувалася для Warner Classics і BK-Klassik.

## Ранні роки
Народилася в Ризі, її батько був білорусом, а мати — латвійка сибірського походження. Раніше їхнє прізвище було Ребеко, але за радянських часів його змінили на Ребека; це ім'я вперше прийняв її дід по батьковій лінії. Діда Ребеки по материнській лінії, Юриса Янковича (1924—2019), депортували до Сибіру з сім'єю 14 червня 1941 року і повернувся на батьківщину лише через понад двадцять років. Він детально описав свій табірний досвід у двох книгах: «Skorpiona slazdā» («Пастка для Скорпіона», 2009) та «Spīta krustceles» («Попри перехрестя», 2012), обидві видані під егідою Музею окупації Латвії.
Навчалася в гімназії північних мов. У 13 років разом з батьками відвідала виставу «Норма» Белліні в театрі «Дайлес», яка надихнула її стати співачкою. Вступила на вечірнє початкове музичне навчання до музичної школи «Rīdze», поєднуючи з навчанням у гімназії. У 17 років, проваливши вступ до Латвійської музичної академії, її зарахували до Ризької музичної школи імені Язепа Медіня (Jāzepa Mediņa Rīgas mūzikas vidusskola), на курс Наталії Козлової. Продовжила навчання в Консерваторії Арріго Бойто в Пармі, під час якого дебютувала на сцені у «Севільському цирульнику» у постановці для дітей. Згодом закінчила Міжнародну академію мистецтв у Римі та (2006) та Консерваторію Санта-Чечилія (2007). Відвідувала майстер-клас Грейс Бамбрі в Міжнародній літній академії в Моцартеумі.

## Кар'єра
2007 року відбувся професійний дебют в Ерфуртському театрі в ролі Віолетти в «Травіаті», яку вона згодом виконала в Латвійській національній опері, у Віденській народній опері та Фінській національній опері. Також 2007 року брала участь в «Академії Россініани» Альберто Дзедди, зображуючи Фоллевіля та мадам Кортезе у «Подорожі в Реймсі» на Оперному фестивалі Россіні, куди вона повернулася для «Маометто II» (2008), «Страдальна мати» (2010). Серед інших ролей — Агілея в «Тесеї» (Берлінська комічна опера), «Реквієм війни» Бріттена (Ліверпульська філармонія), Тетяна в «Євгенії Онєгіні» (Teatro Lirico di Cagliari), «Німецький реквієм» Брамса (Латвійський національний симфонічний оркестр. 2009 року виконала партію Адіни в «Любовному напої» в Ризі і дебютувала в «Ла Скала» в «Подорожі в Реймсі», а потім зіграла Елеттру в «Ідоменеї, царі Критському» Моцарта в Національній опері Лотарингії.
Дебют на Зальцбурзькому фестивалі 2009 року в опері Россіні «Моїсей в Єгипті» під керівництвом Рікардо Муті приніс міжнародне визнання. Виконала партію в «Реквієм війни» з Королівським шотландським національним оркестром в Ашер-голл 30 квітня 2010 року. У травні та червні грала Мікаеллу в «Кармен» у Баден-Бадені (реж. Теодор Курентзіс) і Валенсії (реж. Зубін Мета). У липні 2010 року виступила вперше на сцені Лондонської Королівської опери, замінивши Анджелу Георгіу в «Травіаті». Ребека повернулася 2015 року на заміну Соні Йончевої в тій же постановці. Того ж року виконала вперше партію Донни Анни в «Дон Жуані» в новій постановці Німецької опери в Берліні, а також була представлена в новій постановці опери «Мойсей в Єгипті» у Римському оперному театрі під керівництвом Муті.
Виступала в «Страдальній матері» Россіні з Симфонічним оркестром Північнонімецького радіо у квітні 2011 року. У жовтні 2011 року дебютувала в Метрополітен-опера в новій постановці Майкла Ґрандаджа «Дон Жуан», а згодом зіграла в іншій виставі «Мойсей в Єгипті», представленій «Collegiate Chorale» у Карнеґі-хол. 2012 року виступала в Ризі: два сольні концерти 15 січня та 28 вересня, а також дебютна роль Люсії у «Лючії ді Ламмермур». Повернулася до Берліна, виконавши партію Віолетти, і повторила роль у Флоренції. Того ж року дебютувала у Віденській державній опері як Донна Анна і поверталася з виступами у «Дон Жуанаі», «Травіаті», «Казках Гофмана» (Антонія) та «Ромео та Джульєтті» (Джульєтта).
Співала у двох прем'єрних постановках «Вільяма Телля» 2013 року: П'єра Ауді в Нідерландській опері та Грема Віка на Оперному фестивалі Россіні, і перша роль Джульєтти (Веронська арена). Дебютувала в Ліричній опері Чикаго в «Травіаті» та повернулася до «Дон Жуана» Роберта Фолза, який відкрив сезон 2014/15. У травні 2013 року дебютувала в Цюрихському оперному театрі як Донна Анна, повернувшись у сезоні 2013/14 як Донна Анна, Лейла («Шукачі перлин») і Фйорділіджі («Так чинять усі») у сезоні 2015/16 як Віолетта та Вітеллія («Милосердя Тіта»). У 2014 році зіграла в «Маометто II» в Римі та в новій постановці Вільяма Телля в Баварській державній опері, де виконала партії в «Так чинять усі» і «Дон Жуані» в наступних двох сезонах. Того ж року повернулася в Метрополітен-опера як Віолетта та згодом Мюзетта («Богема»).
2015 року виконала партію Лю з «Турандот» на концерті у Ризі та в «Страдальній матері» Россіні на музичному фестивалі в Райнгау. Пізніше приєдналася до Філармонічного оркестру Нідерландського радіо на концертах на сценах TivoliVredenburg та Консертгебау. Вона повернулася до Латвії з концертною програмою 14 листопада 2015 року в рамках відкриття Великого бурштинового концертного залу. 2016 року виконувала різні партії: Мімі в «Богемі» (Національний театр Мангейма), головна партія в «Нормі» (Трієстський театр Джузеппе Верді), Гіневра в «Аріоданті» (Лозаннська опера). Влітку виступила на музичних фестивалях з партіями з «Ідоменеї» Моцарта, «Травіати», а також замінила Соню Йончеву в концертних виступах «Таїс» на Зальцбурзькому фестивалі, дебютувавши в головній ролі поряд з Пласідо Домінго. У жовтні 2016 року повернулася до Метрополітен-опера в постановки П'єра Ауді «Вільяма Телля» та заспівала вперше Донну Ельвіру («Дон Жуан») того ж сезону.
У 2017 році вона дебютувала в «Марії Стюард», спочатку в трьох концертних виступах у Латвії, потім у постановці в Римі. Знову виступила разом з Домінго в «Травіаті» в Палаці мистецтв імені королеви Софії, Класика Пласідо Домінго в Печі (фестиваль, присвячений співаку) й Астана опера.
У сезоні 2017/18 Симфонічний оркестр Мюнхенського радіо назвала її першим в історії артистом-резидентом. Вони брали участь у трьох концертах: «Луїзі Міллер» у концертній версії, новорічному гала-концерті та концерті «Vive l'opera».

## Особисте життя
2009 року ознайомилася з українським тенором Дмитром Поповим в Ризі. Вони одружилися 2010 року, і їхня донька Катріна народилася 12 березня 2011 року. Шлюб розпався до їхнього спільної участі в «Травіаті» у Відні у травні 2016 року.
2018 року вийшла заміж вдруге за аргентинського звукорежисера Едгардо Вертанесіяна, і разом вони заснували власний звукозаписний лейбл Prima Classic.

## Визнання
Отримувала призові місця на багатьох конкурсах.
- 1-ша премія на 4-му Міжнародному конкурсі оперних співаків у Франчакорті
- 1-ша премія та громадська премія на 5-му Міжнародному конкурсі оперних співаків у Римі
- 3-тя премія на Міжнародному співочому конкурсі у Барселоні
- 1-ша премія на 20-му Neue Stimmen Фонду Бертельсмана у жовтні 2007 року.

2009 року отримала нагороду «Видатні мистецькі досягнення» на щорічній премії Latvijas Gāze від Латвійської національної опери. 6 грудня 2016 року Раймондс Вейоніс за її культурні досягнення вшанував командором ордена Трьох зірок. У грудні 2017 року отримала срібну медаль Global Music Awards за свій альбом Россіні «Amor fatale». 2020 року названа «Артистом року» за версією International Classical Music Awards.

## Дискографія
Її перший сольний компакт-диск «Mozart Arias» зі Сперанцою Скаппуччі та Королівським Ліверпульським філармонічним оркестром випущений EMI (Warner Classics) у листопаді 2013 року. Наступний альбом «Amor fatale» — арії Россіні з Марко Арміліато та Симфонічним оркестром Мюнхенського радіо вийшов влітку 2017 року за сприяння BR-Klassik. З 2018 року записується на леблі на Prima Classic.
- 2013: Россіні: «Маленька урочиста меса», Антоніо Паппано (диригент), Оркестр Національної академії Санта-Чечилія (EMI)
- 2013: Моцарт: Оперні арії, Сперанца Скаппуччі (диригент), Королівський Ліверпульський філармонічний оркестр (Warner Music)
- 2015: Puccini: «Богема» наживо (Метрополітен-опера, Нью-Йорк)
- 2015: Россіні: «Вільгельм Телль», Мікеле Маріотті (диригент), Оркестр і хор Комунального театру Болоньї (DECCA, DVD)
- 2016: «Romance at the Met» (Met Opera on Demand)
- 2017: Россіні: «Amor fatale», Марко Арміліато (диригент), Симфонічний оркестр Мюнхенського радіо (BR-Klassik)
- 2018: Верді: «Луїза Міллер» (наживо), Іван Репушич (диригент), Симфонічний оркестр Мюнхенського радіо (BR-Klassik)
- 2018: Моцарт: «Милосердя Тіта» (наживо), Яннік Незе-Сеген (диригент), Камерний оркестр Європи, камерний хор RIAS (Deutsche Grammophon)
- 2018: «Спіріто», Джадер Біньяміні (диригент), оркестр і хор театру Массімо ді Палермо (Prima Classic)
- 2019: Верді: «Травіата», Чарльз Кастроново, Джордж Петеан, Міхаель Балке (диригент), Латвійський фестивальний оркестр, Державний хор Латвії (Prima Classic)
- 2020: «Вона» — арії французької опери, Міхаель Балке (диригент), симфонічний оркестр Санкт-Галлена (Prima Classic)
- 2021: «Кредо», Модестас Пітренас (диригент), Sinfonietta Rīga, Хор Латвійського радіо (Prima Classic)

## Оперні ролі
- Віолетта Валері, Травіата (Верді)[49]
- Графиня де Фольвіль, Подорож до Реймсу, або Готель «Золота лілія» (Россіні)
- Мадам Кортезе, Подорож до Реймсу, або Готель «Золота лілія» (Россіні)
- Аглая, Тесей (Гандель)
- Anna Erisso, Магомет II (Россіні)
- Тетяна, Євгеній Онєгін (Чайковський)
- Адіна, Любовний напій (Доніцетті)
- Електра, Ідоменей, цар Критський (Моцарт)
- Анай, Моїсей в Єгипті (Россіні)
- Мікаела, Кармен (Бізе)
- Донна Анна, Дон Жуан (Моцарт)
- Лючія, Лючія ді Ламмермур (Доніцетті)
- Матильда, Вільгельм Телль (Россіні)
- Джульєтта, Ромео і Джульєтта (Гуно)
- Лейла, Шукачі перлин (Бізе)
- Фйорділіджі, Так чинять усі (Моцарт)
- Антонія, Казки Гофмана (Оффенбах)
- Мюзетта, Богема (Пуччіні)
- Лю, Турандот (Пуччіні)
- Мімі, Богема (Пуччіні)
- Норма, Норма (Белліні)
- Гіневра, Аріодант (Гендель)
- Вітеллія, Милосердя Тіта (Моцарт)
- Таїс, Таїс (Массне)
- Марія Стюарт, Марія Стюарт (Доніцетті)
- Донна Ельвіра, Дон Жуан (Моцарт)
- Маргарита, Фауст (Гуно)
- Луїза, Луїза Міллер (Верді)
- Амелія Грімальді, Симон Бокканеґра (Верді)
- Жанна, Жанна д'Арк (Верді)
- Анна Болейн, Анна Болейн (Доніцетті)
- Недда, Паяци (Леонкавалло)
- Дездемона, Отелло (Verdi)

## Документальний фільм
- «Talanta un gribas svētītā» (Благословенна талантом і волею), режисер: Зіта Камінська, в ефірі LTV1 7 вересня 2017 року[50].